# TEP70型柴油机车
TEP70型柴油机车是苏联铁路的准高速干线客运柴油机车车型之一，也是苏联第一种单机功率达到4000马力并投入批量生产的柴油机车，由科洛姆纳内燃机车制造厂设计制造，于1973年研制成功，被广泛运用于前苏联各加盟共和国。

## 发展历史

### TEP70

#### 研制
1960年，科洛姆纳内燃机车制造厂在TE50型柴油机车的基础上，成功研制了单机功率3000马力的TEP60型干线客运柴油机车，被广泛运用于苏联各地非电气化铁路干线，担当快速旅客列车的牵引任务。然而到了1960年代中期，随着苏联铁路客运的发展，TEP60型机车已难以满足大编组旅客列车的提速需要。科洛姆纳工厂于1964年开始生产双节重联的2TEP60型机车，配属莫斯科铁路局、十月铁路局、伏尔加铁路局，用于牵引大编组特快旅客列车，但采用2TEP60型机车牵引又同时存在着未能充分利用柴油机功率、燃油效率较差的缺点。通过经济计算表明，在同样的最高速度下，用4000马力机车代替3000马力机车能够使区段速度提高13公里/小时，并且还能降低修理费用、减少机车总数。为此，科洛姆纳工厂在总工程师赫列布尼科夫的领导下，于1960年代末开始研究开发一种新型大功率准高速干线客运柴油机车。

#### 试验

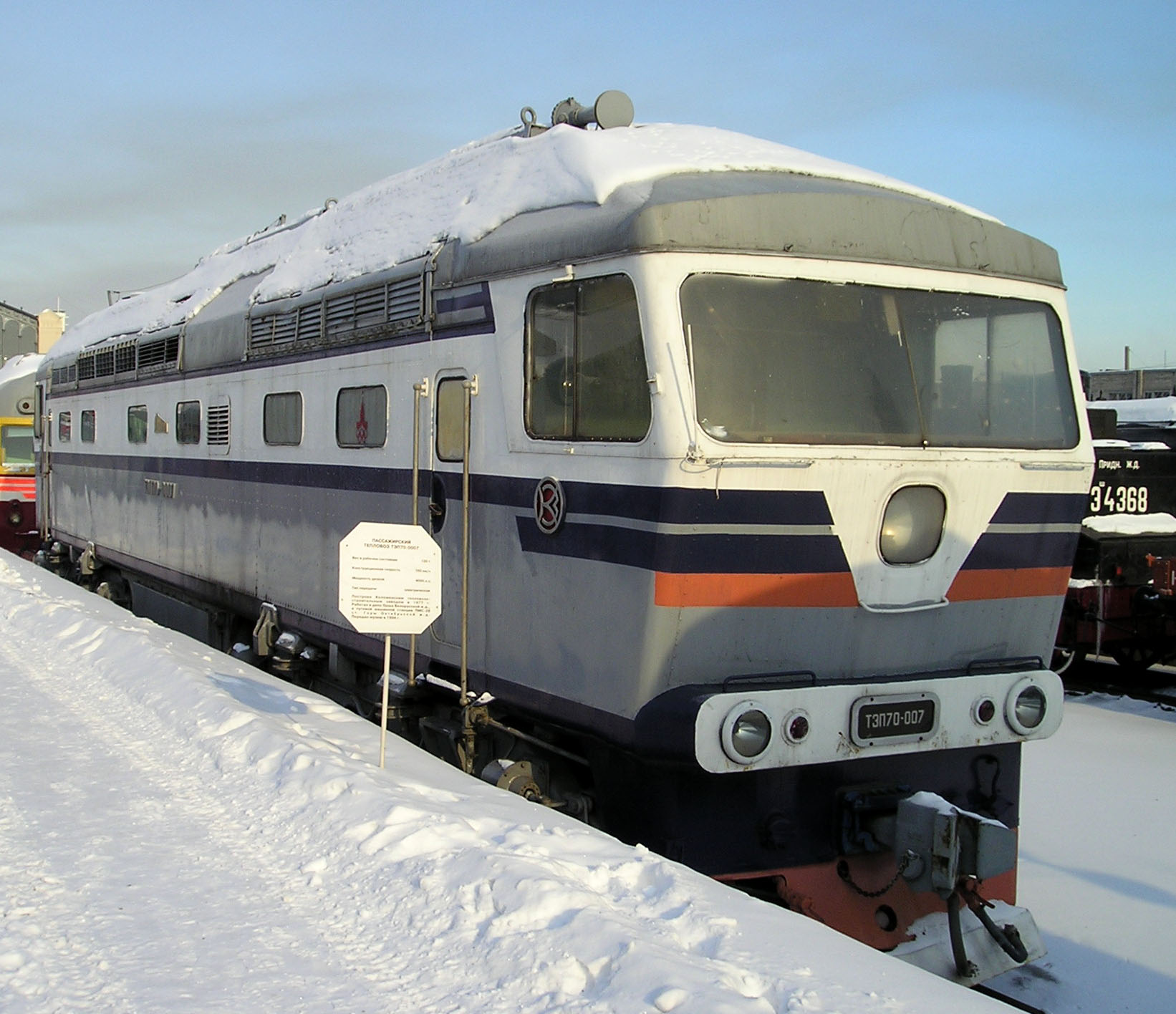
保存在聖彼得堡的TEP70-007号机车

1973年6月，首台TEP70型柴油机车（0001）在科洛姆纳工厂落成。1974年至1975年间，科洛姆纳工厂又试制了三台机车（0002～0004）；1977年至1978年间另试制了三台机车（0005～0007）。这7台机车先后到达白俄罗斯铁路局奥尔沙机务段投入运用考核，主要担当奥尔沙至戈梅利、新索科利尼基、奥夫鲁奇、布列斯特区段的旅客列车牵引任务。其中，0005号机车在全苏铁道运输科学研究院的组织下，在莫斯科谢尔宾卡的环形铁道试验基地进行了牵引热工性能试验，并在北高加索铁路别洛列琴斯克至迈科普区段进行了动力学性能试验。
试验结果表明，TEP70型柴油机车牵引性能、动力学性能、经济性能良好，当持续速度为50公里/小时的持续牵引力为167千牛（17000公斤），当最高速度为160公里/小时的牵引力为58.8千牛（6000公斤）；机车最高热效率达32.5%，辅助功率消耗仅占柴油机额定功率的9～11%。根据首批7台机车的试验结果，科洛姆纳工厂对TEP70型机车的设计图纸进行了一些必要的调整和改进后，于1978年底生产了0008号机车，并开始投入批量生产。

#### 改进

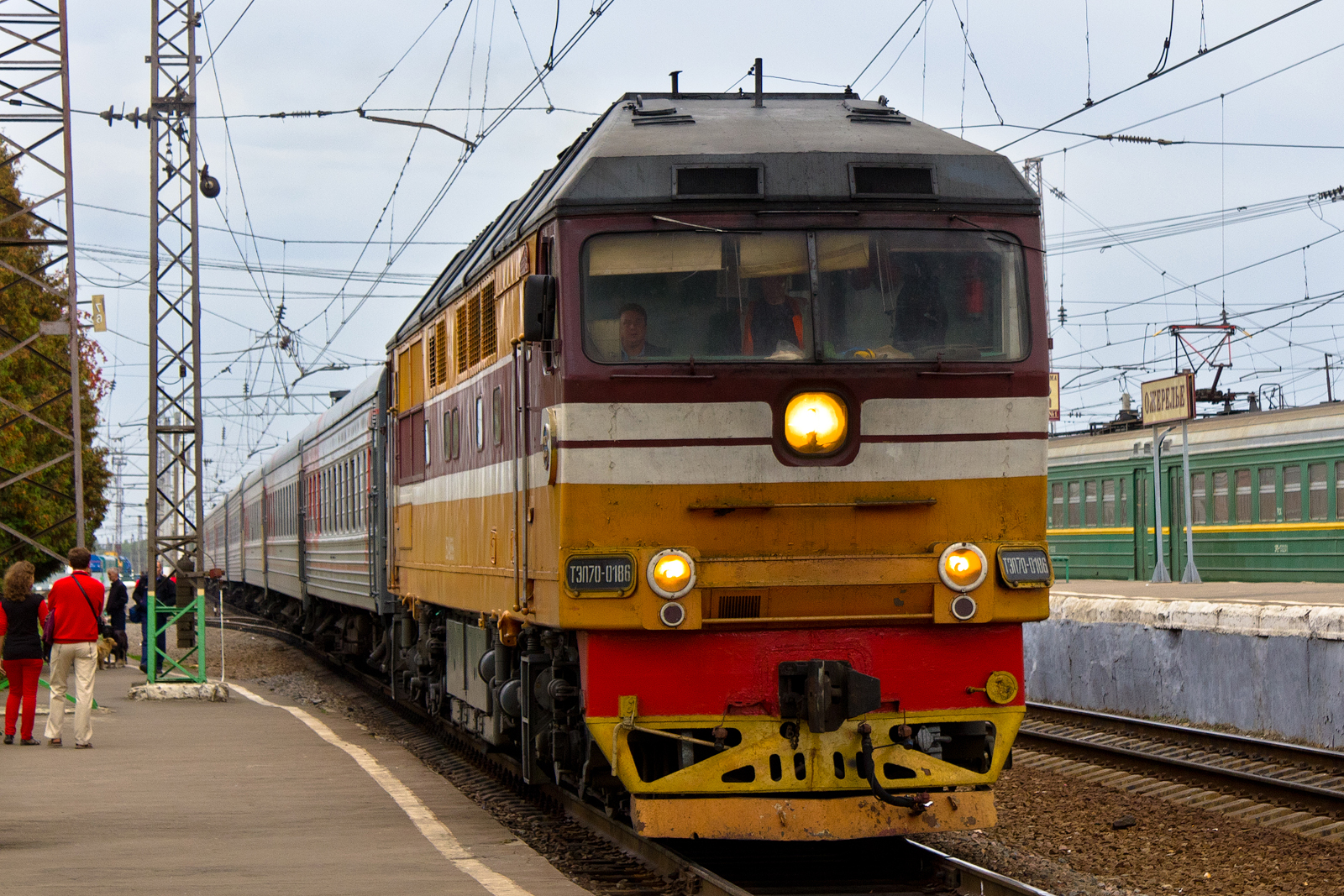
完成修复的TEP70-0186号机车，该台机车于2009年发生相撞事故，后来采用TEP70-0070号机车车体进行修复

从1973年至2006年，科洛姆纳机车厂共生产了576台TEP70型机车，主要配属于伏尔加、东南、北方、斯维尔德洛夫斯克、高尔基等铁路局，担当部分原本由TEP60型机车牵引的特快旅客列车。在TEP70型机车的生产过程中，科洛姆纳工厂对机车车体结构进行了多次改进，大致可分为三个阶段。第一个阶段是0001～0007号原型车，采用整体式前窗玻璃，司机室下方的近光灯和标志灯采用平行方式布置，汽笛外置于司机室顶盖上。第二个阶段是0008～0185号机车，重新调整了车体侧墙及顶盖的进风百叶窗结构，近光灯和标志灯采用垂直方式布置，汽笛安装于司机室顶盖内，车号铭牌改为设于车灯两侧，并采用了重新设计的外凸式排障器；初期部分机车的前窗由两块玻璃从中间粘合而成，但由于在冬季时这种前窗玻璃结构的粘合位置很容易出现裂纹，而使玻璃失去气密性，因此后来取消了这种设计。第三个阶段是0186～0576号机车，基本继承了第二阶段机车的特点，但采用了整合近光灯、标志灯及车号铭牌的复合材料覆盖件，而前窗也采用由两块玻璃组成的两半式结构。

## 後繼車型

### TEP70BS

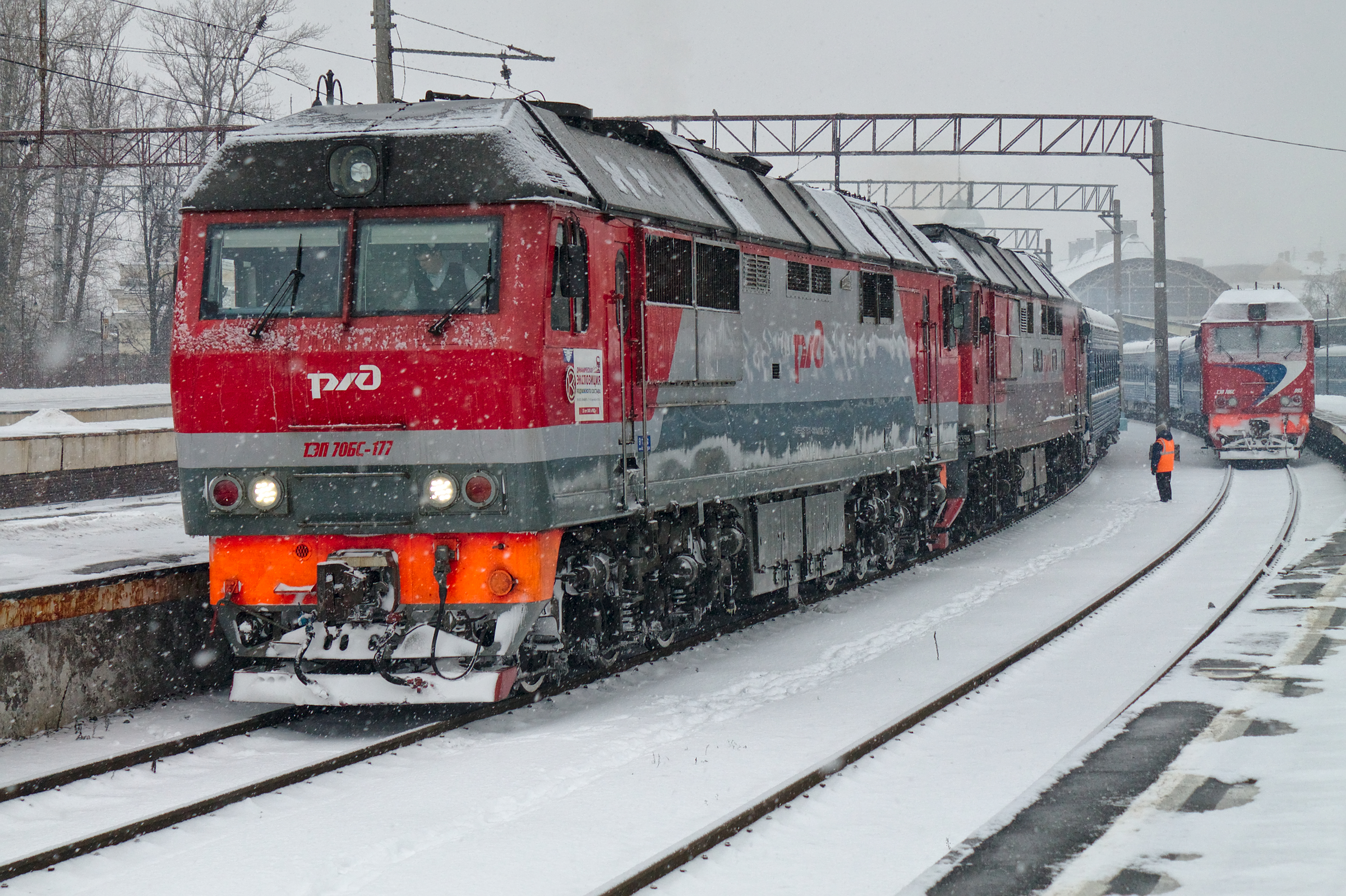
TEP70BS-177號机车

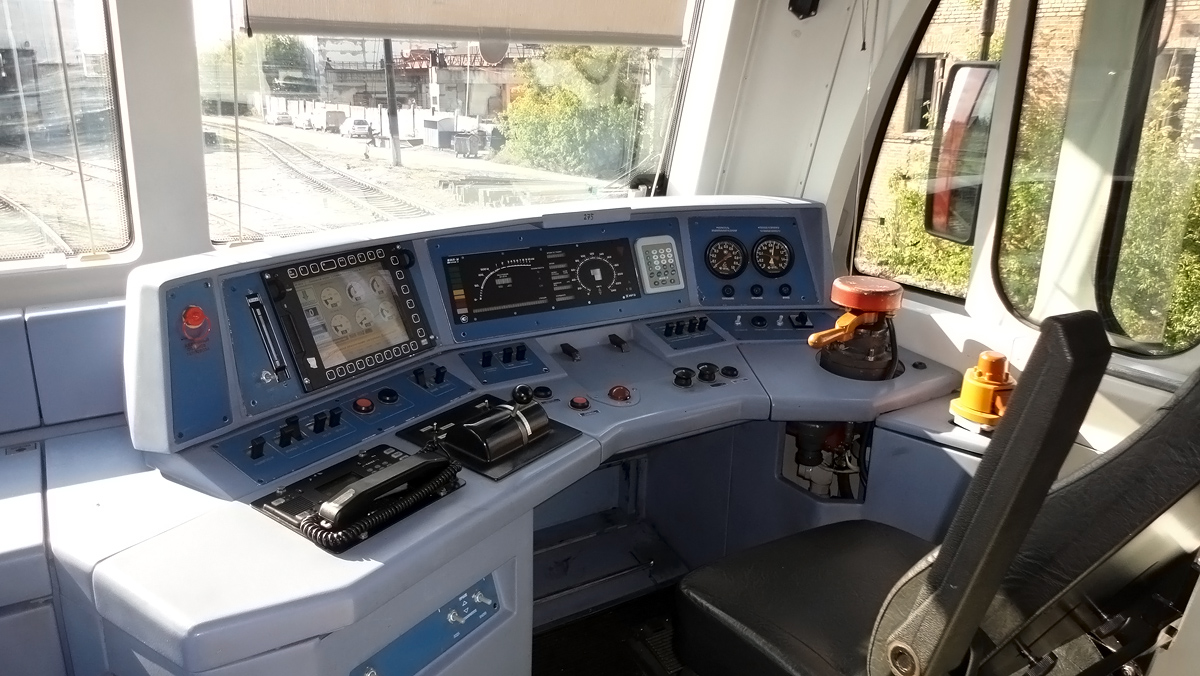
TEP70BS之駕駛室

2002年，科洛姆纳工厂在TEP70型机车的基础上，开发了采用模块化设计的新一代TEP70BS型客运柴油机车（ТЭП70БС）。该型机车原计划定型为TEP70A型，后为纪念曾被授予苏联英雄称号的前苏联交通部机务总局局长鲍里斯·萨拉姆别克（Б.К.Саламбекова），因而将机车命名为TEP70BS型。
TEP70BS型机车是为俄罗斯铁路非电气化干线设计制造的准高速客运柴油机车，亦适用于独联体国家及波罗的海国家。与TEP70型机车相比，TEP70BS型机车在许多方面均作出了改进，经济性和可靠性都有一定提高。机车装用2А-9ДГ-01型柴油机—发电机组（2А-5Д49-01型柴油机及ГС-501А型牵引发电机），经过改进的柴油机具有较好的燃油效率及较低的维护费用。机车并加装了列车供电装置，能够向旅客列车提供空调、取暖、照明所使用的电源，最大输出容量为600千伏安。机车装用了由全俄机车车辆设计工艺科学研究院（ВНИКТИ）研制的МСУ-Т型微机控制系统，具有较全面的柴油机控制、发电机恒功率励磁控制、牵引及制动控制、辅助功率控制、磁场削弱控制等功能，并设有液晶显示屏提供机车运行参数显示以及故障提示。车钩中心间距由20470毫米延长到21700毫米。通风冷却单元装置采用了塑料风扇叶片及静液压驱动装置。此外机车并采用了柴油机吸气二级空气滤清装置、具有电热功能的高强度前窗玻璃、司机室空调等设备。
2004年，TEP70BS型机车开始配属十月铁路局圣彼得堡-华沙机务段（ТЧ-14）投入运营考核，初期主要担当圣彼得堡至华沙、赫尔辛基、塔林方向的旅客列车牵引任务。截至2012年11月，科洛姆纳工厂共生产了185台TEP70BS型机车，其中大部分均交付俄罗斯铁路股份公司，主要配属于东南铁路局勒季谢沃机务段、伏尔加铁路局伏尔加格勒、萨拉托夫机务段、北高加索铁路局克拉斯诺达尔机务段、远东铁路局腾达机务段、十月铁路局圣彼得堡-华沙机务段、斯维尔德洛夫斯克铁路局沃伊诺夫卡机务段等地。其余分别出口到白俄罗斯铁路、立陶宛铁路及乌兹别克斯坦铁路。

### TEP70U
2006年，科洛姆纳工厂又推出了TEP70U型机车（ТЭП70У）。该型机车的总体结构与TEP70BS型机车相同，但采用了更多与2TE70型机车通用的零部件，裝用2А-9ДГ-02型柴油機—發電機組（2А-5Д49-02型柴油機及ГС-501А型牽引發電機),馬力提高到4080馬力,并取消了列车供电装置。截至2012年11月，科洛姆纳工厂共生产了26台TEP70U型机车，全部交付俄罗斯铁路股份公司使用并配属斯维尔德洛夫斯克铁路局沃伊诺夫卡机务段，主要投入到秋明—苏尔古特—下瓦尔托夫斯克区段使用

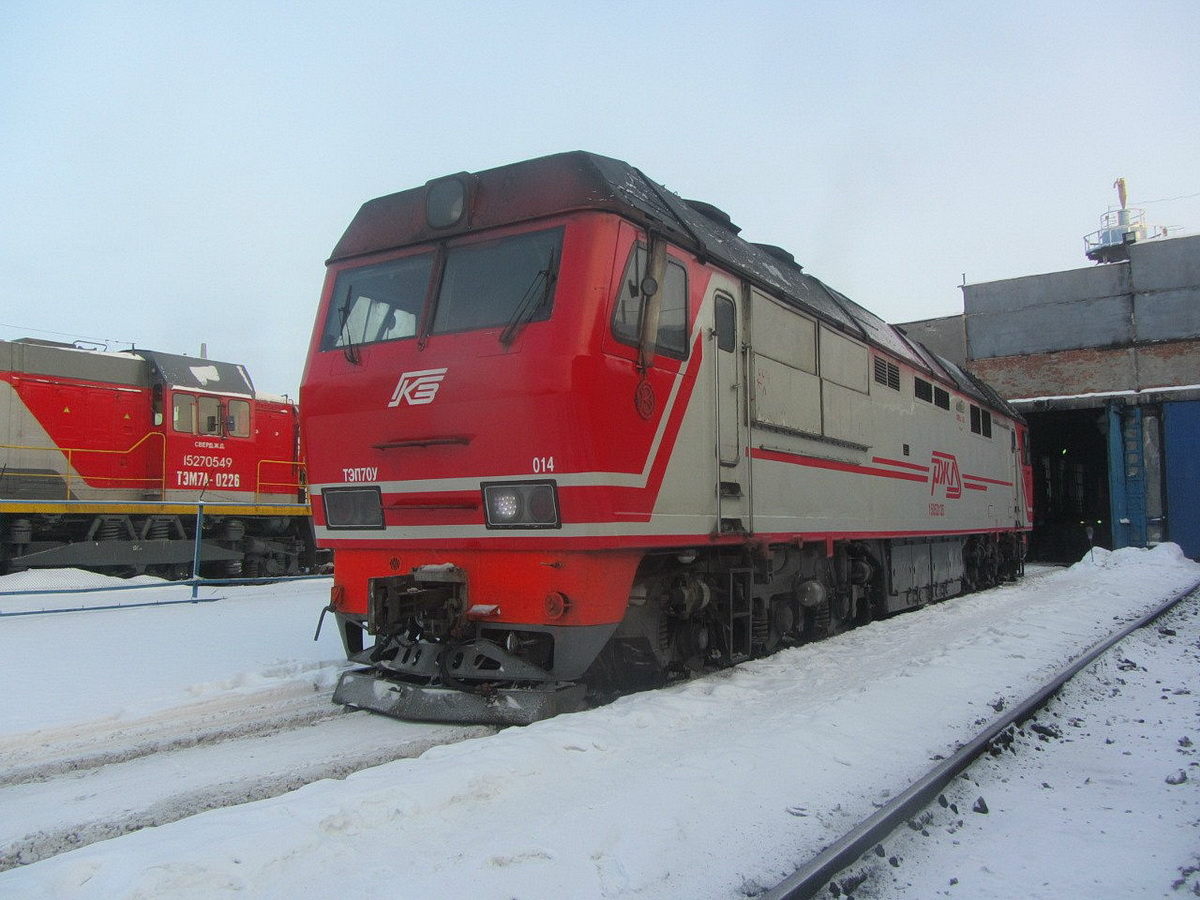
TEP70U-014号机车

## 技术特点

### 总体结构

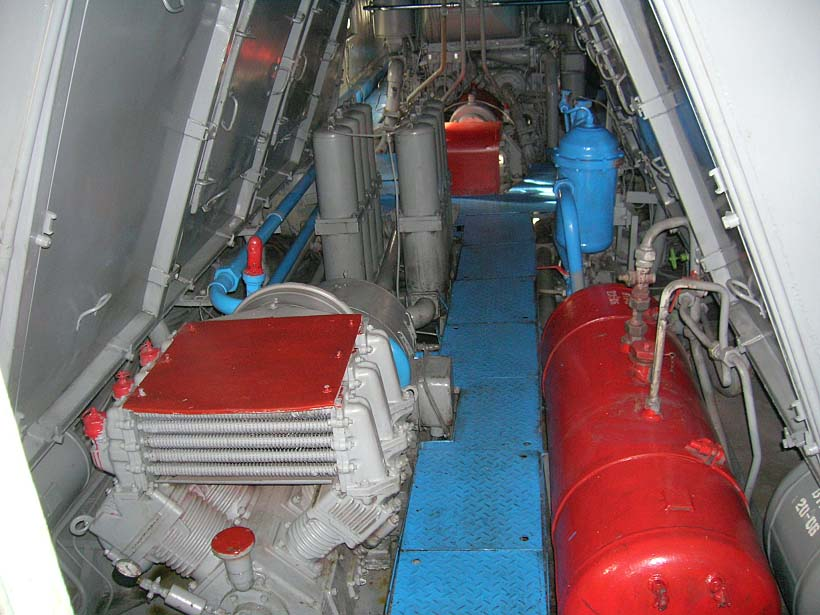
冷却室内设备

TEP70型机车是单节六轴干线客运用柴油机车，采用了桁架式侧壁承载车体，是一个由车架、侧墙、司机室、上弦梁、下弦梁等部件焊接成一个完整的箱形结构。底架和车体结构中广泛采用低合金钢焊接结构，底架中部设有下凹的燃油箱及蓄电池箱，并在安装二系弹簧悬挂装置的相应位置设有凹槽，而车体侧壁蒙皮采用铝合金板材制作。车体经过轻量化减重设计，TEP70型机车的车架和车体总重量为19.36吨，车体每延米重量仅为0.89吨，比TEP60型机车下降了0.14吨。机车采用电控空气制动机（包括292号空气分配阀、305号电磁阀、395号单元制动器、254号辅助制动阀）。
机车的冷却水系统分为高温冷却水系统及低温冷却水系统。高温水系统是柴油机冷却水的系统，而低温水系统是为机油热交换器及增压空气中间冷却器而设的冷却水系统。冷却装置由散热器与风扇组成，冷却水带出的热量在散热器中传给空气而冷却。TEP70型机车采用了集中布置的中央通风冷却系统，由柴油机曲轴驱动的轴流式风扇，通过车体侧壁的百叶窗及空气滤清装置抽入冷风，经过通风支路为牵引发电机、牵引电机、整流装置及励磁机进行冷却，中央通风冷却系统具有空气流量大、空气过滤效果好、减少辅助功率消耗等优点。

### 柴油机
机车装用一台2А-5Д49型柴油机（苏联国家标准GOST型号为16ЧН26/26），是一种由科洛姆纳工厂研制的16气缸、四冲程、二级增压带中间冷却的V型中速柴油机，气缸直径为260毫米，活塞行程为260毫米，额定转速为每分钟1000转，装车功率为4000马力（2,942千瓦），单位燃料消耗量为153～160克/有效马力·小时。柴油机采用了二级增压系统，第一级是单级轴流式废气涡轮增压器，第二级是由离心式鼓风机组成的单级机械增压器，两级增压器之间设有增压空气中间冷却器（中冷器）。

### 传动系统

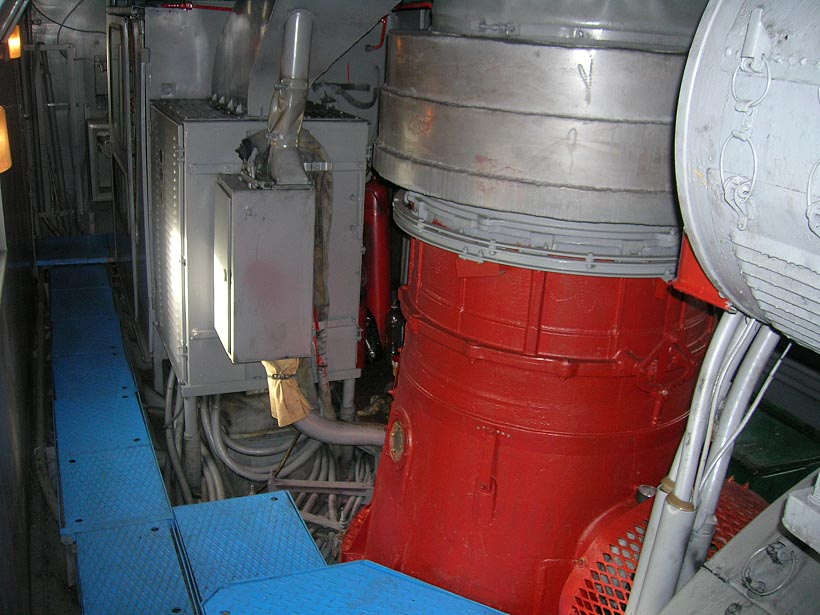
整流装置及中央冷却系统风道

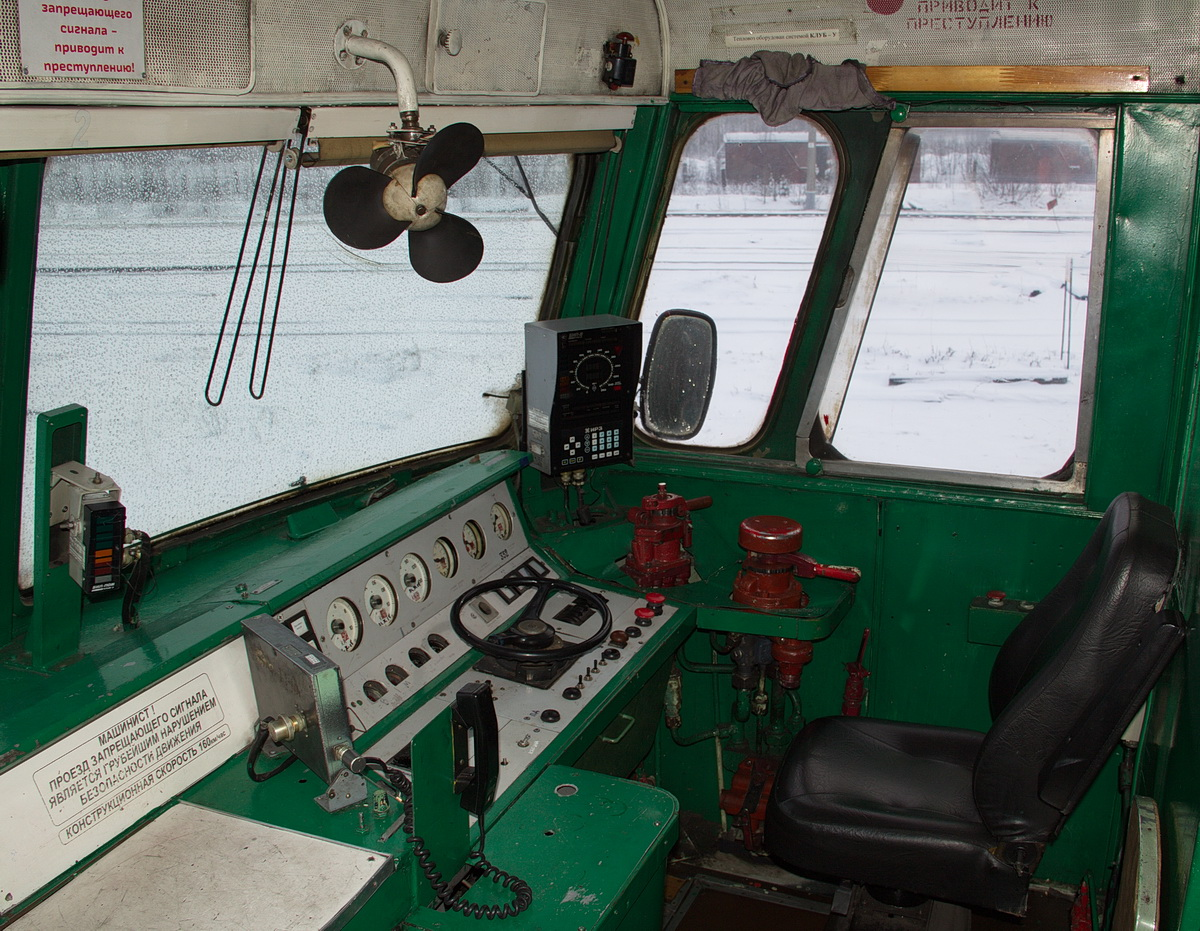
TEP70型机车的駕駛室

机车传动装置采用交—直流电传动，柴油机通过联轴器直接驱动一台ГС-504А型三相交流同步牵引发电机（TEP70BS／U型机车为ГС-501А型），经硅整流装置转换成直流电后，供给六台并联的牵引电动机。牵引发电机由哈尔科夫重型电机厂设计制造，额定功率为2750千瓦（TEP70BS／U型机车为2800千瓦）；发电机定子按两组三相绕组设计，彼此相差30°电角度；额定电压为360伏（2×2400安培），最高输出电压为580伏（2×1500安培），额定转速为每分钟1000转（100赫兹），持续制功率因数为94.8%；发电机净重6500公斤，柴油机—发电机组总重量为26000公斤。在牵引发电机的底座上还设有一台ВС-650型励磁机及一台СТГ-7型辅助启动发电机，两台电机均通过齿轮变速箱直接与柴油机曲轴相连和驱动。励磁机是一台单相同步交流发电机，励磁机发出的交流电，经过整流为直流电后给牵引发电机励磁。启动发电机为一台直流电机，在机车起动时启动发电机由蓄电池供电，作为串励直流电动机运转并驱动柴油机起动；当机车完成启动后它又变为他励直流发电机，输出110伏直流电，供蓄电池充电及机车控制电路及辅助设备用电。
牵引发电机发出的三相交流电由УВКТ-5型硅整流装置转换成直流电，整流装置由位于爱沙尼亚的塔林电气工厂设计制造，设有二组并联的三相桥式整流电路，整流电路每一桥臂有十个并联支路，每个支路有二个串联连接的ВЛ200-8型雪崩整流二极管，全套整流装置共有240个二极管元件，额定输出电压为750伏（5700安培）。TEP70型机车具有发电机恒功率励磁调节功能，以充分利用柴油机的功率。
牵引电动机采用ЭД-119型直流串励牵引电动机，由哈尔科夫重型电机厂设计制造，额定功率为411千瓦，额定电压为512伏（880安培），最高工作电压为750伏（600安培），额定转速为每分钟657转，最高转速为每分钟2320转，定子及电枢绕组的绝缘等级分别为F级和H级，单台电机重量为3250公斤。为扩大机车恒功速度范围，机车能够对牵引电动机使用二级磁场削弱，磁场削弱率分别为62%及38%。TEP70型柴油机车采用了КВ-1554型司机控制器，调速手轮具有前进、中立、后退三个工作模式，以及零位和1～15位运行级位。此外，机车并设有多机重联控制功能。
TEP70型机车设有具备全功率自负荷试验功能的电阻制动装置，在电阻制动工况时牵引电动机变为他励直流发电机工作，并与制动电阻相联，制动功率为3200千瓦。

### 转向架

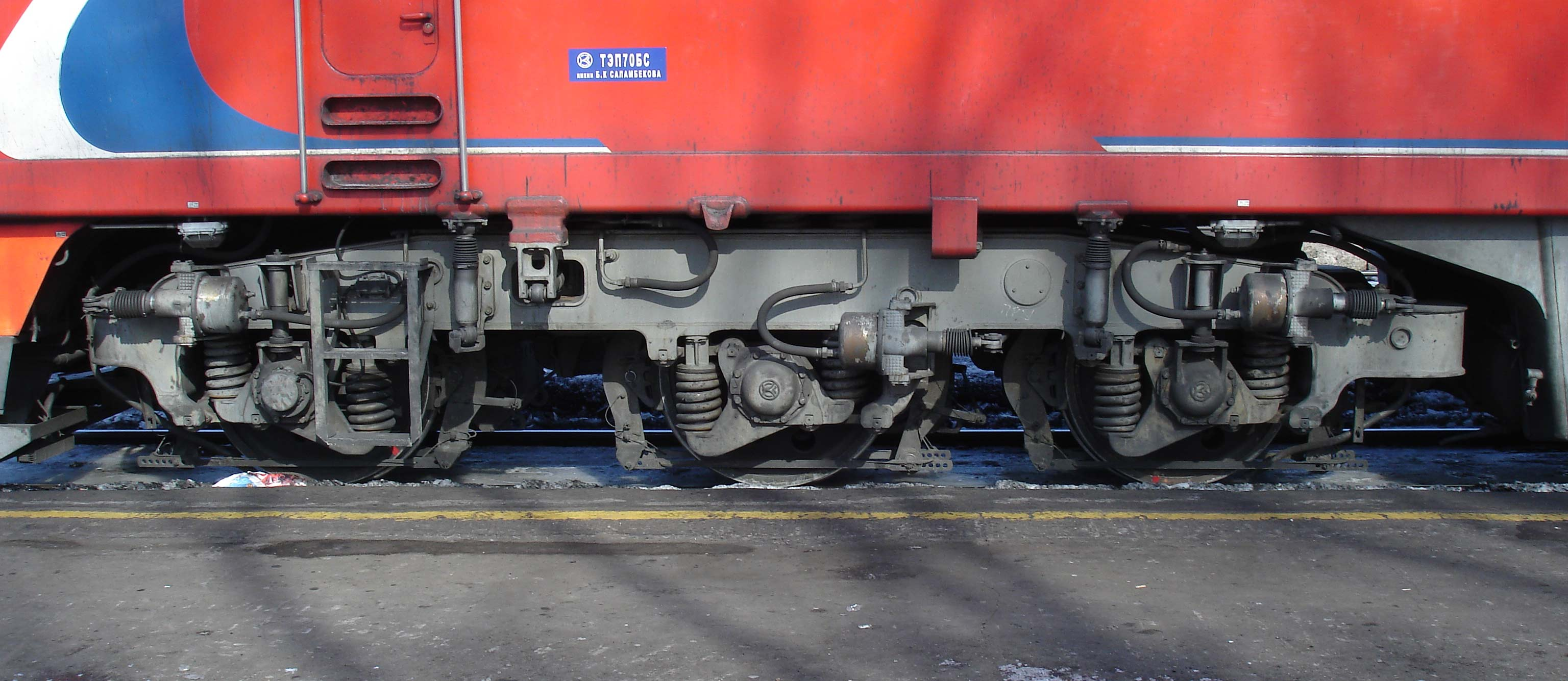
TEP70BS型机车的三轴转向架

走行部采用无导框式三轴转向架，是在TEP60型机车的转向架基础上改进而成。为了改善机车的粘着性能、减小接触应力，TEP70型机车的车轮直径由传统的1050毫米增大到1220毫米，转向架的尺寸和重量也相应增大。转向架的“目”字形构架由箱形截面的纵梁和横梁焊接而成，滚柱轴承轴箱采用拉杆式定位结构。
一系独立悬挂采用螺旋弹簧及橡胶垫；二系悬挂采用高柔度螺旋圆弹簧，转向架两侧旁承座各设有四个独立圆弹簧，车体和转向架之间并设有垂向油压减振器，车体重量通过二系弹簧由两台转向架支承，牵引力和制动力通过心盘传递，一系悬挂装置静挠度为94毫米，二系悬挂装置静挠度为98毫米。牵引传动齿轮比为25：73。为了满足机车高速运行时动力学性能要求，机车采用了轮对空心轴式牵引电动机全悬挂，将牵引电动机全部重量悬挂在转向架构架上，牵引电动机的扭矩通过单侧牵引齿轮、弹性橡胶元件、空心轴套等部件，从而驱动轮对。

## 参看
- TEP60型柴油机车
- TEP75型柴油机车
- TEP80型柴油机车
- 2TE70型柴油机车
- 2TE116型柴油机车